# Jorge Carrascal
Jorge Andrés Carrascal Guardo (* 25. Mai 1998 in Cartagena) ist ein kolumbianischer Fußballspieler, der beim brasilianischen Erstligisten Flamengo Rio de Janeiro spielt. Der offensive Mittelfeldspieler ist seit 2022 kolumbianischer Nationalspieler.

## Karriere

### Verein

#### Millonarios FC
Der in Cartagena geborene Carrascal begann mit dem Fußballspielen beim lokalen Amateurverein CD Heroicos und wechselte im Jahr 2014 in die Nachwuchsabteilung des Millonarios FC aus der kolumbianischen Hauptstadt Bogotá. Mit nur 16 Jahren debütierte er am 9. November 2014 (18. Spieltag) bei der 0:1-Auswärtsniederlage gegen Deportes Tolima, als er in der 82. Spielminute für Luis Hernán Mosquera eingewechselt wurde. Dieser Einsatz blieb sein einziger im Spieljahr 2015 und in den folgenden 1-1/2-Jahren kam er zu zwei weiteren Kurzeinsätzen.

#### Sevilla Atlético
Am 25. Mai 2016 wurde bekanntgegeben, dass Jorge Carrascal ab der Saison 2016/17 für den spanischen Erstligisten FC Sevilla unter Vertrag stehen wird. Die Andalusier sicherten sich den offensiven Mittelfeldspieler für eine Ablösesumme in Höhe von 900.000 Euro und statteten ihn mit einem Fünfjahresvertrag aus. Dort sollte er vorerst für die Reservemannschaft Sevilla Atlético in der zweitklassigen Segunda División zu Einsatzzeiten kommen. Sein Ligadebüt gab er am 2. September (3. Spieltag) beim 1:1-Unentschieden zuhause gegen die UCAM Murcia, als er in der zweiten Halbzeit für den Uruguayer Andrés Schetino ins Spiel gebracht wurde. Im Abschlusstraining vor der Partie gegen den CD Lugo eine Woche später, zog er sich einen Meniskusriss im rechten Knie zu und verpasste somit die restliche Spielzeit verletzungsbedingt.

#### Karpaty Lwiw
Nach seiner Wiedergenesung hatte Carrascal bei Sevilla Atlético keine Chance mehr auf einen Platz in der Mannschaft und wurde am 13. Juli 2017 vorerst auf Leihbasis zum ukrainischen Verein Karpaty Lwiw abgegeben. Der Erstligist sicherte sich eine Kaufoption in Höhe von zwei Millionen Euro. Zehn Tage später debütierte er bei der 1:3-Heimniederlage gegen Worskla Poltawa für die Seleno-Bili. Bereits in seinem zweiten Einsatz am 10. September (8. Spieltag) traf er erstmals, als er bei der 1:6-Heimniederlage gegen den NK Weres Riwne in der 87. Spielminute den Ehrentreffer seiner Mannschaft erzielte. In der Folge etablierte er sich als Stammspieler. In der Abstiegsrunde lieferte er beeindruckende Leistungen und trug wesentlich zum Klassenerhalt der Mannschaft bei. Im April 2018 wurde er zum Spieler des Monats in der Premjer-Liha ausgezeichnet. In 23 Ligaspielen traf er in dieser Saison 2017/18 sechsmal und bereitete vier weitere Treffer vor.
Unter dem neuen Cheftrainer José Morais behielt er seinen Status in der Startformation auch in der folgenden Spielzeit 2018/19 bei. Bis zur Winterpause kam er in 16 Ligaspielen zum Einsatz, in denen er ohne Torerfolg blieb, aber ein Tor assistieren konnte.

#### River Plate
Am 30. Januar 2019 wechselte er auf Leihbasis bis Jahresende zum argentinischen Erstligisten River Plate. Der Hauptstadtverein sicherte sich außerdem eine Kaufoption in Höhe von drei Millionen Euro. Nachdem er in den ersten Wochen nicht berücksichtigt worden war, bestritt er am 17. März (23. Spieltag) sein Debüt, als er beim 3:0-Heimsieg gegen den CA Independiente in der Schlussphase für Cristian Ferreira eingewechselt wurde. Bei der 2:3-Heimniederlage gegen den CA Tigre am letzten Spieltag stand er erstmals in der Startformation und beendete die Saison folglich mit zwei Ligaeinsätzen. Sein erstes Spiel in der Copa Libertadores bestritt er am 8. Mai beim 2:2-Unentschieden im Gruppenspiel gegen Internacional Porto Alegre.
Am ersten Spieltag der Saison 2019/20 gegen die Argentinos Juniors erzielte er in der Schlussphase kurz nach seiner Einwechslung das Tor zum 1:1-Endstand. In der Folge etablierte er sich unter dem Cheftrainer Marcelo Gallardo als Rotationsspieler. Zum Jahreswechsel 19/20 zog River Plate die Kaufoption und Carrascal wurde mit einem 2-1/2-Jahres-Vertrag ausgestattet. Auch aufgrund von Länderspielabstellungen wurde er anschließend nicht mehr berücksichtigt und beendete die Spielzeit mit zwei Toren, welche er in acht Ligaeinsätzen erzielen konnte.

#### Weitere Stationen
Nach dreieinhalb Jahren in Russland bei ZSKA und Dynamo Moskau wechselte Carrascal im August 2025 zum brasilianischen Erstligisten Flamengo Rio de Janeiro.

### Nationalmannschaft
Mit der kolumbianischen U17-Nationalmannschaft nahm er im Jahr 2017 an der U17-Südamerikameisterschaft in Paraguay teil. Dort kam er in fünf Spielen zum Einsatz, in denen er einmal traf. Mit Kolumbien klassierte er sich auf dem sechsten Rang.
Seit September 2019 ist Carrascal kolumbianischer U23-Nationalspieler.

## Erfolge
- Recopa Sudamericana: 2019